# اونل، ویکتوریا
اونل (به انگلیسی: Avenel) یک منطقهٔ مسکونی در استرالیا است که در ویکتوریا (استرالیا) واقع شده‌است.